# Error (groupe)
Pour les articles homonymes, voir Error.
Error est un groupe américain de digital hardcore, actif entre 2003 et 2006. Depuis la sortie de leur EP éponyme en 2004, le projet est en suspens pour une durée indéterminée. En 2012, Greg Puciato confirme que le groupe n'est plus.

## Histoire
Error est formé en 2003 par Atticus Ross, membre de 12 Rounds et collaborateur de Nine Inch Nails, et Brett Gurewitz, guitariste de Bad Religion. Selon un article de Metal Hammer sur le groupe, « Error est né quand Atticus s'est rendu compte que son bricolage en studio avait produit quelque chose qui ressemblait à de vraies chansons ». Atticus recrute son jeune frère Leopold Ross pour jouer de la batterie et Brett Gurewitz, membre de Bad Religion et propriétaire d'Epitaph, pour jouer de la guitare et de la basse.
Le leader de Dillinger Escape Plan, Greg Puciato, est également recruté pour chanter sur le premier album du groupe, mais il n'est considéré que comme un membre temporaire. Le groupe sort son premier disque, un EP éponyme, en 2004, qui est bien accueilli par la presse spécialisée. Sur cet EP, Joey Karam, le claviériste de The Locust, joue d'un synthétiseur Moog sur le titre Jack the Ripper. Avant la sortie de l'EP, Error sort un remix de la chanson des Transplants sur Punk-O-Rama 8 en 2003, intitulé Quick Death (Error Remix).
Error est à la recherche d'un chanteur à plein temps pour les tournées et l'album à venir, mais l'avenir du groupe est un sujet de discussion sur de nombreux forums Internet. Vers 2005, Error enregistre une nouvelle chanson, intitulée Wild World, qui figure sur un album hommage au Birthday Party intitulé Release the Bats : The Birthday Party as Heard Through the Meat Grinder of Three One G, qui sort le 4 avril 2006. La chanson est disponible sur iTunes. Leo Ross est le chanteur sur cette version, la piste est également mixée par l'ingénieur de longue date d'Atticus, Doug Trantow.
En 2009, il est peu probable qu'Error revienne à l'avenir. Gurewitz continue à tourner et à enregistrer des disques avec Bad Religion et les frères Ross sont occupés avec leurs propres projets. Dans une interview de 2011 avec Greg Puciato, il évoque la possibilité de faire un deuxième EP avec Error, cependant, Puciato contredit plus tard cette déclaration, confirmant en 2012 qu'Error est « mort à partir de maintenant ».

## Discographie

### EP
- 2004 : Error (Epitaph)
- 2009 : Dirty Sky EP (Baainar Records)

### Singles
- 2012 : Hortif (Liquid Brilliants)